# Valentino Gionta
Valentino Gionta (Torre Annunziata, 14 gennaio 1953) è un mafioso italiano, boss della camorra, fondatore del clan Gionta.

## Biografia
In un primo momento è iscritto alla Camera di Commercio con la qualifica di "ambulante ittico" dal 1968. Si legò al noto boss e contrabbandiere Michele Zaza, diviene poi affiliato a Cosa Nostra da Angelo Nuvoletta di Marano, referente in Campania dei Corleonesi. Ufficialmente lavora al mercato ittico della sua città natale. Intorno al 1981, dopo l'uccisione di 2 capizona della NCO di Cutolo, fonda un proprio clan e si allea con i clan della Nuova Famiglia. Sono gli anni d'oro del clan Gionta, che controlla il mercato ittico e traffica eroina (quest'ultima attività facilitata dall'egemonia marittima), ma il successo non dura a lungo.
Dopo la rovina di Cutolo, i Nuvoletta-Gionta-D'Alessandro entrano in contrasto con gli Alfieri-Bardellino. Il 20 maggio 1984, Leopoldo Del Gaudio, boss di Ponte Persica alleato di Alfieri-Bardellino-Cesarano, cade ammazzato a Torre Annunziata dai Gionta e D'Alessandro. Per questo fatto, gli Alfieri-Bardellino si vendicano con l'omicidio di Ciro Nuvoletta e la Strage di Torre Annunziata, che avviene il 26 agosto, decimando gli uomini di Gionta. A decidere la carneficina sono Antonio Bardellino e Carmine Alfieri che sarà eseguita materialmente dai sicari di quest'ultimo, preoccupati per l'espansione considerevole del clan Gionta e il 3 novembre, il Tribunale di Napoli emise 54 mandati d'arresto per la strage. Un anno dopo, l’8 giugno 1985, Valentino Gionta viene arrestato nel territorio dei Nuvoletta, suoi storici confederati, a Marano; a tal proposito, 2 giorni dopo il fatto, un giovane cronista napoletano, Giancarlo Siani, ucciso in seguito per quest'affermazione, scrive in un suo articolo per Il Mattino che la presa di Gionta non è stata altro che "il prezzo pagato dai Nuvoletta per giungere ad una pace con Bardellino".
Condannato per associazione camorristica (3 volte), traffico di cocaina, corruzione (almeno due appalti di edilizia scolastica e rete fognante del Quadrilatero delle Carceri, rione di Torre Annunziata, dove abitava lo stesso Gionta, nell'estate del 1990, valore di 33 miliardi di lire il primo e 11 miliardi 800 milioni il secondo), concorso in estorsione ai danni dei grossisti del mercato ittico di Torre Annunziata (costretti a versare somme variabili tra i 2 e i 15 milioni di lire), duplice omicidio e responsabilità in fatto di voto di scambio (in seguito prosciolto poiché il reato è andato in prescrizione), è detenuto dal 19 febbraio 1991, infatti nel 1989 aveva ottenuto gli arresti domiciliari a Torre Annunziata. Assieme a lui avevano beneficiato di questo provvedimento 80 detenuti, tra cui altri presunti camorristi.
Pochi giorni dopo, il 10 aprile, venne ucciso a Torre Annunziata Salvatore Annunziato, appartenente al clan dei Limelli, che controllava il commercio dei mitili. Un'esecuzione in pieno giorno, due sicari a bordo di una moto di potente cilindrata gli arrivano addosso e lo fulminano a pallotole, in strada. Subito dopo, Gionta scompare dal suo alloggio assieme al figlio Aldo (Torre Annunziata, 18 febbraio 1972), all'epoca 17enne, e verranno arrestati 52 giorni dopo a Genova, il 1º giugno 1989 (Valentino è rimasto ferito). Nel dicembre 1989 viene rimesso in libertà e verrà arrestato infine un'ultima volta, da latitante, il 19 febbraio 1991. Rinchiuso nel carcere di Novara, dal 2007 è sottoposto al 41 bis e sta scontando l'ergastolo per gli omicidi di Francesco Generoso (10 giugno 1984) e Edoardo Di Ronza (3 novembre 1989) e anche in seguito alla ripresa della faida a Torre Annunziata.